# Aux armes et cætera
Aux armes et cætera è il quattordicesimo album discografico in studio del cantautore francese Serge Gainsbourg, pubblicato nel 1979.
La "title track" è una rivisitazione de La Marsigliese, l'inno nazionale francese.

## Tracce
Testo e musica di Serge Gainsbourg, eccetto ove indicato.
1. Javanaise Remake - 3:05
2. Aux armes et cætera - 3:05 (testo: Rouget de Lisle)
3. Les Locataires - 2:09
4. Des Laids Des Laids - 2:36
5. Brigade Des Stups - 1:57
6. Vieille Canaille - 3:02 (Sam Theard, Jacques Plante)
7. Lola Rastaquouère - 3:40
8. Relax Baby Be Cool - 2:30
9. Daisy Temple - 3:53
10. Eau Et Gaz A Tous Les Etages - 0:37
11. Pas Long Feu - 2:33
12. Marilou Reggae Dub - 3:48

## Formazione
- Serge Gainsbourg - voce, autore, arrangiamenti
- I Threes (Marcia Griffiths, Rita Marley, Judy Mowatt) - voce
- Robbie Shakespeare - basso
- Sly Dunbar - batteria
- Mikey Chung - chitarra, piano
- Radcliffe "Dougie" Bryan - chitarra
- Ansel Collins - organo
- Uziah "Sticky" Thompson - percussioni
- Robbie Lyn - piano